# 桑田健秀
桑田健秀（日语：／ Kuwata Kiyohide，1953年1月3日—），出生于熊本县山鹿市，东京都大田区人，日本男子篮球运动员。他曾代表日本参加1976年夏季奥运会男子篮球比赛。他在1983年结束运动生涯，退役后曾担任教练。